# تحول لغوي

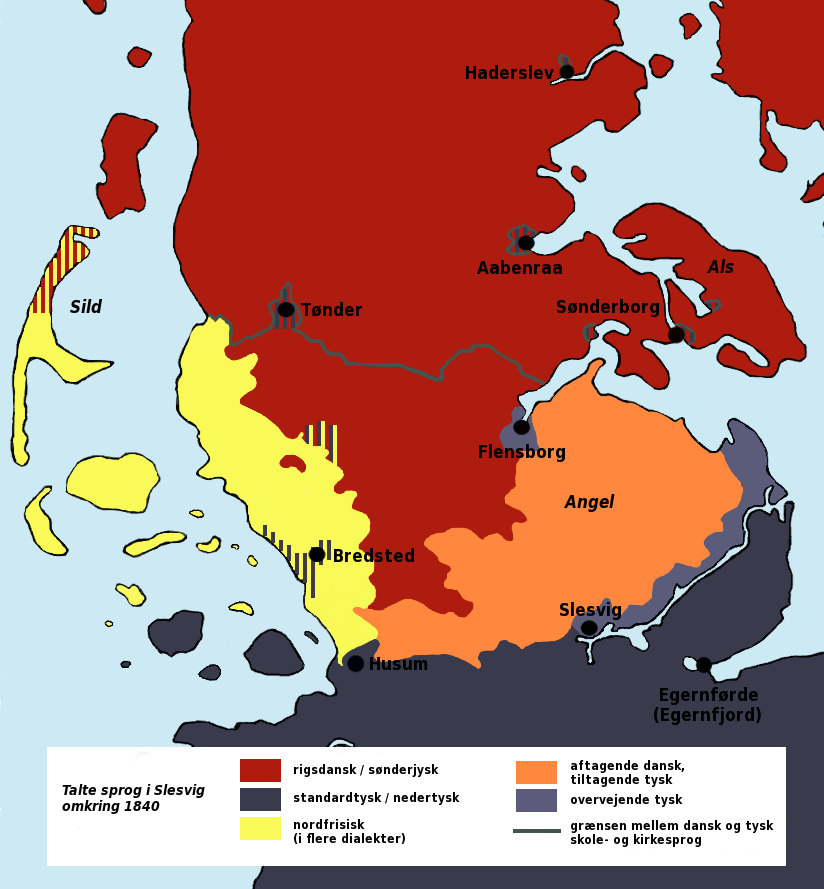

التحول اللغوي والمعروف أيضًا باسم الانتقال اللغوي أو الاستبدال اللغوي أو الاستيعاب اللغوي هو العملية التي ينتقل بها مجتمع من المتحدثين بلغة ما إلى التحدث بلغة مختلفة، وعادةً ما يكون ذلك خلال فترة زمنية طويلة. غالبًا ما تستقر أو تنتشر اللغات التي يُعتقد أنها ذات مكانة عالية على حساب اللغات الأخرى ذات المرتبة الأقل والمدركة من قبل المتحدثين بها. مثال على ذلك هو التحول من الغالية إلى اللاتينية الذي حدث فيما يُعرف بفرنسا الآن في زمن الإمبراطورية الرومانية.

## الآليات

### ما قبل التاريخ
بالنسبة عصور ما قبل التاريخ، يُلاحظ فورستر وزملاؤه (2004) وفورستر ورينفرو (2011) أن هناك علاقة بين التحول اللغوي وبين كروموسومات «واي» للذكور المتطفلة ولكن ليس بالضرورة مع دنا متقدرة الإناث المتطفلة. واستنتجوا أن الابتكار التكنولوجي (الانتقال من جمع الصيد إلى الزراعة، أو من الأدوات الحجرية إلى المعادن) أو البراعة العسكرية (كما هو الحال في اختطاف النساء البريطانيات على أيدي الڤايكنج إلى آيسلندا) تسبب هجرة بعض الذكور على الأقل، الذين يُنظر إليهم بكونهم أعلى مكانة من الذكور المحليين. بعد ذلك، في الزيجات المختلطة اللغة مع هؤلاء الرجال، تفضل نساء ما قبل التاريخ نقل لغة الزوج «الرفيع المستوى» إلى أطفالهم، مما يؤدي إلى ارتباط اللغة / الكروموسوم الصبغي الذي نراه اليوم.
تُعرف العملية عندما يصبح مجتمع من المتحدثين بلغة ما ثنائي اللغة بلغة أخرى وتحول الولاء تدريجياً إلى اللغة الثانية بالاستيعاب. معدل الاستيعاب هو النسبة المئوية للأفراد الذين يتحدثون لغتهم الأم ويتحدثون لغة أخرى في المنزل. تُستخدم البيانات لقياس استخدام لغة معينة في حياة شخص ما، أو غالبًا عبر أجيال داخل مجتمع لغوي. يُقال يحدث موت اللغة عندما يتوقف مجتمع لغوي عن استخدام لغته الأصلية.

### الهجرات الهندوأوروبية
في سياق الهجرات الهندوأوروبية، لوحِظ أن المجموعات الصغيرة يمكنها تغيير منطقة ثقافية أكبر. يشير مايكل ويتزل إلى نموذج إريت «الذي يركّز على التناضح، أو «كرة البلياردو»، أو تأثير كولتوركوجيل لمالوري، أثر انتقال الثقافة». وفقًا لإريت، يمكن أن يتحول العرق واللغة بسهولة كبيرة نسبيًا في المجتمعات الصغيرة، بسبب الخيارات الثقافية والاقتصادية والعسكرية التي اتخذها السكان المحليون المعنيون. يمكن أن تكون المجموعة التي تجلب صفات جديدة في البداية صغيرة، إذ تساهم بسمات يمكن أن تكون أقل من تلك الموجودة في الثقافة المحلية بالفعل. يمكن للمجموعة المتحدة الناشئة أن تبدأ عملية توسعية متكررة للتحول العرقي واللغوي.

يلاحظ ديفيد أنتوني أن انتشار اللغات الهندية الأوروبية على الأغلب أنه لم يحدث من خلال «الهجرات الشعبية من نوع السلسلة»، ولكن من خلال إدخال هذه اللغات من قبل الناخبين الشعائريين والسياسيين، والتي تحاكيها مجموعات كبيرة من الناس. يشرح أنتوني:
يمكن فهم تحول اللغة على أنه أفضل إستراتيجية اجتماعية من خلالها يتنافس الأفراد والجماعات على مناصب هيبة وسلطة وأمن داخلي... والمهم إذن، ليس مجرد الهيمنة، ولكن الحراك الاجتماعي الرأسي والربط بين اللغة والوصول إلى مناصب الهيبة والسلطة... يمكن أن يشجّع عدد قليل من نخبة المهاجرين الصغيرة نسبياً، تحول اللغة على نطاق واسع بين السكان الأصليين المهيمنين رقميًا في سياق غير حكومي أو ما قبل الدولة إذا استخدمت النخبة مزيجًا محددًا من التحفيزات والعقوبات. الحالات العرقية التاريخية... تثبِت أن مجموعات النخبة الصغيرة فرضت لغاتها بنجاح في المواقف غير التابعة للدولة.
يقدم أنتوني مثالاً على أشولي الناطقة باللو في شمال أوغندا في القرن السابع عشر والثامن عشر، والتي انتشرت لغتها بسرعة في القرن التاسع عشر. يلاحظ أنتوني أن «اللغات الهندية الأوروبية على الأرجح أنّها تنتشر بطريقة مماثلة بين المجتمعات العشائرية في أوروبا ما قبل التاريخ»، والتي قام بها «الزعماء الهندوأوروبيون» و«أيديولوجيتهم للخدمة السياسية». يلاحظ أنتوني أن «تجنيد النخبة» يمكن أن يكون مصطلحًا مناسبًا لهذا النظام.

## أمثلة

### سنغافورة
بعد استقلال سنغافورة في عام 1965، حيث تحول شامل في اللغة المشتركة بين الأعراق في البلاد من الملايو إلى الإنجليزية، حيث تم اختيار اللغة الإنجليزية كلغة أولى للبلد.